# Ethias Trophy 2011
L'Ethias Trophy 2011 è stato un torneo professionistico di tennis maschile giocato sul cemento. È stata la 7ª edizione del torneo, facente parte dell'ATP Challenger Tour nell'ambito dell'ATP Challenger Tour 2011. Si è giocato a Mons in Belgio dal 3 al 9 ottobre 2011.

## Partecipanti

### Teste di serie
| Nazionalità | Giocatore           | Ranking* | Testa di serie |
| ----------- | ------------------- | -------- | -------------- |
| Belgio      | Xavier Malisse      | 46       | 1              |
| Italia      | Andreas Seppi       | 49       | 2              |
| Ucraina     | Serhij Stachovs'kyj | 63       | 3              |
| Francia     | Adrian Mannarino    | 67       | 4              |
| Francia     | Julien Benneteau    | 72       | 5              |
| Belgio      | Olivier Rochus      | 75       | 6              |
| Francia     | Nicolas Mahut       | 84       | 7              |
| Belgio      | Steve Darcis        | 86       | 8              |

- 1 Ranking al 26 settembre 2011.

### Altri partecipanti
Giocatori che hanno ricevuto una wild card:
- Maxime Authom
- David Goffin
- Xavier Malisse
- Yannick Mertens

Giocatori che sono passati dalle qualificazioni:
- Jonathan Dasnières de Veigy
- Josh Goodall
- Conor Niland
- Michał Przysiężny

## Campioni

### Singolare
Andreas Seppi ha battuto in finale  Julien Benneteau con il punteggio di 2–6, 6–3, 7–6(4)

### Doppio
Johan Brunström /  Ken Skupski hanno battuto in finale  Kenny de Schepper /  Édouard Roger-Vasselin con il punteggio di 7–6(4), 6–3